# Eugenio
Az Eugenio (1997) Jean-Jacques Prunes animációs filmje Lorenzo Mattotti  és Marianne Cockenpot  könyvéből, magyar alkotók közreműködésével.

## Rövid cselekmény
|  | Alább a cselekmény részletei következnek! |

A történetet főszereplője,Eugenio elveszíti nevetési képességét.Veszélybe kerül az esti előadás, ezért társai, a légtornász, a zsonglőr, a kötéltáncos, és a bűvész összefognak, hogy újra nevetni tudjon és örömet szerezhessen kedvenc közönségének, a gyerekeknek.

## Animációs tervezők
- Darko Belevski
- Csányi Sándor
- Eszes Hajnal
- Tóth Lajos
- Kemény Péter
- Madarász Zoltán
- Éber Magda
- Varga Erika
- Reisinger Andrea
- Tenkei Péter
- Beck Tibor
- Farkas László
- Miklós Árpád
- Nyúl Zsuzsanna
- Kertészné Hajdu Zsuzsanna
- Tari József
- Vitális Zoltán